# 堀直俊
堀 直俊（ほり なおとし）は、江戸時代中期の信濃国須坂藩の世嗣。通称は主殿。

## 略歴
4代藩主・堀直佑の次男として誕生。母は板倉重形の娘。
嫡子だった長兄・直富が夭逝したため、新たに嫡子となる。元禄16年（1703年）に徳川綱吉に初御目見したが、まもなく病気のため廃嫡された。直英が直佑の娘婿となって嫡子の座を継ぎ、のち5代藩主となった。